# ذبیح‌الله ملک‌پور
ذبیح‌الله ملک‌پور (۱۲۸۶–۱۳۵۷ شمسی) تاجر و بازرگان در دوره پهلوی اول و پهلوی دوم بود.

## زندگی
ذبیح‌الله ملک‌پور فرزند عزیزالله در سال ۱۲۸۶ هجری شمسی به دنیا آمد. وی مدتی ریاست اتحادیه بازرگانان و عضویت در اتاق تجارت را عهده‌دار بود.
در سال ۱۳۲۴ با توران امیرسلیمانی همسر سوم رضاشاه ازدواج کرد. آنها فعالیت‌های خیرخواهانه زیادی در جنوب تهران دادند از جمله می‌توان به احداث مسجد مادر یا مسجد ولی‌الله اعظم اشاره کرد.
ذبیح‌الله ملک‌پور، پدر فخری ملک‌پور پیانیست ایرانی است.